# پیره‌یوسفیان علیا (کلیبر)
پیره‌یوسفیان علیا (به ترکی آذربایجانی: یوخاری پیرسفان) یکی از روستاهای استان آذربایجان شرقی است که در دهستان ییلاق بخش مرکزی شهرستان کلیبر واقع شده‌است.
روستای پیر یوسفیان دارای آب هوای سرد      